# Чемпионат Франции по футболу (Насьональ)
Национальный чемпионат (Насьональ) (фр. Championnat de France National) — третий футбольный дивизион в системе футбольных лиг Франции. В соревновании принимают участие 18 клубов. По окончании сезона три клуба, занявших высшие позиции, переводятся в Лигу 2, а четыре худших вылетают в Насьональ 2.
Лига была создана в 1993 году для участия в ней профессиональных, полупрофессиональных и любительских клубов. До сезона 1997/98 носила название Насьонал 1.
До 1993 года существовал 3-й дивизион чемпионата Франции по футболу, образованный в 1971 году вместо основанного в 1935 году любительского чемпионата.
Соревнование проходит по традиционной схеме. Чемпионат начинается в августе. Команды играют друг с другом дома и на выезде. С конца декабря по середину января следует традиционный перерыв. Завершается сезон в середине мая.
Рекорд посещения был поставлен в пятницу, 22 мая 2015 года, на матче между «Страсбуром» и «Коломье», который собрал на трибунах «Стад де ла Мено» 26 724 зрителей.

## Победители сезонов с 1993 года
- 1993/94 Шатору
- 1994/95 Лорьян
- 1995/96 Тулон
- 1996/97 Ним
- 1997/98 Аяччо
- 1998/99 Луан-Кюизо[англ.]
- 1999/00 Бове[англ.]
- 2000/01 Гренобль
- 2001/02 Клермон
- 2002/03 Безансон
- 2003/04 Реймс
- 2004/05 Валансьен
- 2005/06 Ньор
- 2006/07 Клермон
- 2007/08 Ванн
- 2008/09 Истр
- 2009/10 Эвиан
- 2010/11 Бастия
- 2011/12 Ним Олимпик
- 2012/13 Кретей
- 2013/14 Орлеан
- 2014/15 Ред Стар
- 2015/16 Страсбур
- 2016/17 Шатору
- 2017/18 Ред Стар
- 2018/19 Родез
- 2019/20 По
- 2020/21 Бастия
- 2021/22 Лаваль
- 2022/23 Конкарно
- 2023/24 Ред Стар
- 2024/25 Нанси